# Медфорд (Нью-Йорк)
Медфорд (англ. Medford) — переписна місцевість (CDP) в США, в окрузі Саффолк штату Нью-Йорк. Населення — 24 247 осіб (2020).

## Географія
Медфорд розташований за координатами 40°49′19″ пн. ш. 72°59′9″ зх. д. / 40.82194° пн. ш. 72.98583° зх. д. (40.821991, -72.985948).  За даними Бюро перепису населення США в 2010 році переписна місцевість мала площу 27,96 км², уся площа — суходіл.

## Демографія
Згідно з переписом 2010 року, у переписній місцевості мешкали 24 142 особи в 7821 домогосподарстві у складі 5974 родин. Густота населення становила 863 особи/км².  Було 8171 помешкання (292/км²).
Расовий склад населення:
| - 83,3 % — білих - 6,0 % — чорних або афроамериканців - 2,6 % — азіатів - 0,4 % — корінних американців - 5,2 % — осіб інших рас |

До двох чи більше рас належало 2,5 %. Частка іспаномовних становила 17,8 % від усіх жителів.
За віковим діапазоном населення розподілялося таким чином: 23,7 % — особи молодші 18 років, 64,6 % — особи у віці 18—64 років, 11,7 % — особи у віці 65 років та старші. Медіана віку мешканця становила 38,7 року. На 100 осіб жіночої статі у переписній місцевості припадало 96,5 чоловіків;  на 100 жінок у віці від 18 років та старших — 94,7 чоловіків також старших 18 років.
Середній дохід на одне домашнє господарство  становив 100 227 доларів США (медіана — 91 035), а середній дохід на одну сім'ю — 110 956 доларів (медіана — 101 375). Медіана доходів становила 60 106 доларів для чоловіків та 50 163 долари для жінок. За межею бідності перебувало 6,6 % осіб, у тому числі 4,5 % дітей у віці до 18 років та 5,4 % осіб у віці 65 років та старших.
Цивільне працевлаштоване населення становило 12 599 осіб. Основні галузі зайнятості: освіта, охорона здоров'я та соціальна допомога — 23,1 %, роздрібна торгівля — 13,5 %, науковці, спеціалісти, менеджери — 10,0 %, мистецтво, розваги та відпочинок — 8,7 %.